# Inga - Io ho voglia...
Inga - Io ho voglia... (Jag – en oskuld) è un film erotico del 1968 di Joseph W. Sarno.
In Italia arrivò solo nel 1971, anno in cui ebbe anche un sequel, Una ragazza dal corpo caldo.

## Trama
Una giovane sedicenne, Inga, la cui madre è morta e il padre è risposato in America, va a vivere dalla zia trentaquattrenne Greta, che pensa di poter manipolare la nipote in modo da farla sposare con un ricco finanziere e trarne benefici. 
Ma le cose non vanno nel modo sperato dalla zia: infatti Inga perde la verginità col fidanzato di Greta e fugge con un'imbarcazione comprata da questi proprio con il denaro di Greta.